# Балта (Лаґодехі)
Балта (груз. ბალთა) — село в Грузії.
За даними перепису населення 2014 року в селі проживає 85 осіб.